# Clément Parisse
Clément Parisse (* 6. Juli 1993 in Évry) ist ein französischer Skilangläufer.

## Werdegang
Parisse startete erstmals im März 2011 in Rogla über 10 km klassisch im Alpencup und beendete das Rennen auf Rang 41. Er nahm für Frankreich an den Nordischen Junioren-Skiweltmeisterschaften 2012 und 2013 teil, wo er mit der Staffel die Plätze 5 und 4 belegte. 2013 platzierte er sich mit Rang 12 über 10 km Freistil und Platz 9 im Skiathlon auch in den Einzelwettbewerben jeweils unter den Top 15. In der Saison 2011/12 und 2012/13 trat er bei U20-Rennen im Alpencup an. Dabei belegte er 2011/12 den zehnten und ein Jahr später den ersten Platz in der U20-Gesamtwertung. Zu Beginn der Saison 2013/14 kam er mit dem achten Platz über 10 km Freistil in St. Ulrich am Pillersee erstmals unter die ersten Zehn in der Erwachsenenklasse des Alpencups. Im weiteren Saisonverlauf erreichte er mit dem zweiten Platz in Valdidentro über 15 km klassisch seine erste Podestplatzierung und holte in Campra über 15 km Freistil seinen ersten Sieg im Alpencup. Bei den U23-Weltmeisterschaften 2014 in Val di Fiemme belegte er Rang 25 über 15 km in der klassischen Technik. Anfang März 2014 gab er in Lahti im 15-km-Freistilrennen sein Debüt im Weltcup, bei dem er Platz 42 erreichte. Später im Monat wurde Parisse französischer Meister im Sprint-Wettbewerb. Zum Saisonende errang er den sechsten Platz in der Alpencup-Gesamtwertung. Im Februar 2015 gewann er bei den U23-Weltmeisterschaften 2015 in Almaty die Silbermedaille im Skiathlon. Im selben Monat holte er in Östersund mit dem 29. Rang über 15 km Freistil seine ersten Weltcuppunkte. Bei den folgenden Nordischen Skiweltmeisterschaften in Falun belegte er im Skiathlon und über 15 km Freistil jeweils den 24. Platz. Zu Beginn der Saison 2015/16 kam er bei der Nordic Opening in Ruka auf den 54. Platz. Im Januar 2016 holte er in Planica über 15 km Freistil seinen zweiten Sieg im Alpencup. Bei den U23-Skiweltmeisterschaften 2016 in Râșnov gewann er die Silbermedaille über 15 km Freistil. In der Saison 206/17 errang er den 23. Platz bei der Tour de Ski 2016/17 und den 39. Platz beim Weltcup-Finale in Québec und belegte damit den 44. Platz im Gesamtweltcup und den 32. Rang im Distanzweltcup. Im Dezember 2017 erreichte er in La Clusaz mit dem dritten Platz mit der Staffel seine erste Podestplatzierung im Weltcup. Beim Saisonhöhepunkt den Nordischen Skiweltmeisterschaften 2017 in Lahti kam er auf den 32. Platz im Skiathlon, auf den 16. Rang im 50-km-Massenstartrennen und auf den siebten Platz mit der Staffel. Im folgenden Jahr holte er bei den Olympischen Winterspielen in Pyeongchang die Bronzemedaille mit der Staffel.
In der Saison 2018/19 belegte Parisse den 18. Platz beim Lillehammer Triple, den 27. Rang bei der Tour de Ski 2018/19 und den 28. Platz beim Weltcupfinale in Québec und errang damit den 34. Platz im Gesamtweltcup und den 23. Platz im Distanzweltcup. Beim Saisonhöhepunkt, den Nordischen Skiweltmeisterschaften 2019 in Seefeld in Tirol, gewann er die Bronzemedaille mit der Staffel. In den Einzelrennen wurde er dort Zehnter im 50-km-Massenstartrennen und Fünfter im Skiathlon. Nach Platz 42 beim Ruka Triple zu Beginn der Saison 2019/20, lief er bei der Tour de Ski 2019/20 auf den 21. Platz und auf den 20. Rang bei der Skitour und errang damit den 29. Platz im Gesamtweltcup. In der Saison 2020/21 kam er auf den 41. Platz beim Ruka Triple und wurde mit drei Top-Zehn-Platzierungen, Neunter bei der Tour de Ski 2021. Beim Saisonhöhepunkt, den nordischen Skiweltmeisterschaften 2021 in Oberstdorf, gewann er erneut die Bronzemedaille mit der Staffel. Zudem belegte er dort den 14. Platz über 15 km Freistil, den 13. Rang im 50-km-Massenstartrennen und den 12. Platz im Skiathlon. Zum Saisonende errang er im Engadin den 15. Platz im 15-km-Massenstartrennen und den 30. Platz in der Verfolgung und erreichte abschließend jeweils den 22. Platz im Gesamtweltcup und Distanzweltcup.
In der folgenden Saison kam Parisse mit zwei Top-Zehn-Platzierungen und Rang 22 bei der Tour de Ski 2021/22 auf den 33. Platz im Gesamtweltcup. Bei den Olympischen Winterspielen 2022 in Peking holte er die Bronzemedaille mit der Staffel. Zudem wurde er dort Zehnter im Skiathlon und Siebter im 50-km-Massenstartrennen.

## Siege bei Continental-Cup-Rennen
| Nr. | Datum            | Ort      | Disziplin                      | Serie    |
| --- | ---------------- | -------- | ------------------------------ | -------- |
| 1.  | 15. Februar 2014 | Campra   | 15 km Freistil Individualstart | Alpencup |
| 2.  | 10. Januar 2016  | Planica  | 15 km Freistil Individualstart | Alpencup |
| 3.  | 8. Dezember 2024 | Schlinig | 15 km Freistil Individualstart | Alpencup |

## Teilnahmen an Weltmeisterschaften und Olympischen Winterspielen

### Olympische Spiele
- 2018 Pyeongchang: 3. Platz Staffel, 13. Platz 30 km Skiathlon, 24. Platz 50 km klassisch Massenstart, 26. Platz 15 km Freistil
- 2022 Peking: 3. Platz Staffel, 13. Platz 30 km Skiathlon, 7. Platz 50 km Freistil Massenstart, 10. Platz 30 km Skiathlon

### Nordische Skiweltmeisterschaften
- 2015 Falun: 24. Platz 15 km Freistil, 24. Platz 50 km klassisch Massenstart
- 2017 Lahti: 7. Platz Staffel, 16. Platz 50 km Freistil Massenstart, 32. Platz 30 km Skiathlon
- 2019 Seefeld in Tirol: 3. Platz Staffel, 5. Platz 30 km Skiathlon, 19. Platz 50 km Freistil Massenstart
- 2021 Oberstdorf: 3. Platz Staffel, 12. Platz 30 km Skiathlon, 13. Platz 50 km klassisch Massenstart, 14. Platz 15 km Freistil
- 2023 Planica: 4. Platz Staffel, 9. Platz 30 km Skiathlon, 10. Platz 15 km Freistil, 17. Platz 50 km klassisch Massenstart
- 2025 Trondheim: 26. Platz 20 km Skiathlon, 28. Platz 10 km klassisch

## Platzierungen im Weltcup

### Weltcup-Statistik
Die Tabelle zeigt die erreichten Platzierungen im Einzelnen.
- 1.–3. Platz: Anzahl der Podiumsplatzierungen
- Top 10: Anzahl der Platzierungen unter den ersten zehn
- Punkteränge: Anzahl der Platzierungen innerhalb der Punkteränge
- Starts: Anzahl gelaufener Rennen in der jeweiligen Disziplin
- Hinweis: Bei den Distanzrennen erfolgt die Einordnung gemäß FIS.

| Platzierung               | Distanzrennen a | Distanzrennen a | Distanzrennen a | Distanzrennen a | Distanzrennen a | Skiathlon Verfolgung | Sprint | Etappen- rennen b | Gesamt | Team   | Team    |
| Platzierung               | ≤ 5 km          | ≤ 10 km         | ≤ 15 km         | ≤ 30 km         | > 30 km         | Skiathlon Verfolgung | Sprint | Etappen- rennen b | Gesamt | Sprint | Staffel |
| ------------------------- | --------------- | --------------- | --------------- | --------------- | --------------- | -------------------- | ------ | ----------------- | ------ | ------ | ------- |
| 1. Platz                  |                 |                 |                 |                 |                 |                      |        |                   |        |        |         |
| 2. Platz                  |                 |                 |                 |                 |                 |                      |        |                   |        |        |         |
| 3. Platz                  |                 |                 |                 |                 |                 |                      |        |                   |        |        | 1       |
| Top 10                    |                 | 3               | 7               | 1               |                 | 2                    |        | 1                 | 14     |        | 8       |
| Punkteränge               |                 | 12              | 33              | 11              | 5               | 18                   | 1      | 9                 | 89     |        | 8       |
| Starts                    |                 | 17              | 49              | 11              | 7               | 30                   | 22     | 15                | 151    |        | 8       |
| Stand: Saisonende 2024/25 |                 |                 |                 |                 |                 |                      |        |                   |        |        |         |

### Weltcup-Gesamtplatzierungen
| Saison  | Gesamt | Gesamt | Distanz | Distanz | Sprint | Sprint |
| Saison  | Punkte | Platz  | Punkte  | Platz   | Punkte | Platz  |
| ------- | ------ | ------ | ------- | ------- | ------ | ------ |
| 2014/15 | 2      | 153.   | 2       | 93.     | -      | -      |
| 2015/16 | -      | -      | -       | -       | -      | -      |
| 2016/17 | 143    | 44.    | 111     | 32.     | -      | -      |
| 2017/18 | 106    | 53.    | 106     | 31.     | -      | -      |
| 2018/19 | 221    | 34.    | 173     | 23.     | -      | -      |
| 2019/20 | 289    | 29.    | 200     | 19.     | 16     | 67.    |
| 2020/21 | 301    | 22.    | 185     | 22.     | -      | -      |
| 2021/22 | 178    | 33.    | 142     | 23.     | -      | -      |
| 2022/23 | 552    | 29.    | 396     | 19.     | -      | -      |
| 2023/24 | 7      | 183.   | 7       | 123.    | -      | -      |
| 2024/25 | 292    | 58.    | 292     | 32.     | -      | -      |